# Ultra Payloaded
Ultra Payloaded to debiutancki album zespołu Satellite Party wydany 29 maja 2007 nakładem Columbia Records. Pierwszym singlem promującym płytę jest "Wish Upon a Dog Star".
Na albumie pojawiają się tacy artyści jak John Frusciante i Flea z Red Hot Chili Peppers, Fergie z The Black Eyed Peas, perkusista Jack Irons, basista Peter Hook, Peter DiStefano z Porno for Pyros, Hybrid, Thievery Corporation oraz głos Jima Morrisona. W czterech utworach występuje także orkiestra pod batutą Harry'ego Gregson-Williamsa.
Album zadebiutował na 91. miejscu listy Billboard 200 ze sprzedażą 8000 sztuk.

## Lista utworów
1. "Wish Upon a Dog Star" - 4:45 (feat. Hybrid)
2. "Only Love, Let's Celebrate" - 3:50
3. "Hard Life Easy" - 4:13
4. "Kinky" - 4:01 (feat. Hybrid)
5. "The Solutionists" - 4:23 (feat. Thievery Corporation)
6. "Awesome" - 4:26 (feat. Hybrid)
7. "Mr. Sunshine" - 4:20
8. "Insanity Rains" - 3:28
9. "Milky Ave" - 4:28
10. "Ultra Payloaded Satellite Party" - 5:27
11. "Woman in the Window" - 4:00 (feat. Jim Morrison)
12. "Nightbloom" - 4:12 (utwór dodatkowy)

## Twórcy
- Perry Farrell - wokal, programowanie (2, 3, 5, 7, 9-11), aranżacje smyczków (3)
- Nuno Bettencourt - gitara, gitara basowa, chórki, instrumenty klawiszowe (3, 4, 8, 9), aranżacje smyczków (3, 6, 9), organy i pianino (11)
- Kevin Figueiredo – perkusja
- Etty Lau Farrell - chórki
- Carl Restivo – chórki (8, 10)

- Peter DiStefano - gitara akustyczna (1, 6)
- John Frusciante - gitara (3)
- Flea - gitara basowa (3, 9)
- Peter Hook - gitara basowa (1, 4)
- Fergie - chórki (1, 10)
- Hybrid - programowanie (1, 4, 6)
- Thievery Corporation - programowanie (5)
- Jim Morrison - wokal (11)
- Jack Irons - perkusja
- Harry Gregson-Williams - aranżacje, dyrygowanie (5, 6, 7, 11) [The Satellite Strings Orchestra]

- Suze DeMarchi - chórki (1-3, 5, 8)
- Dan Chase - perkusja (2, 3)
- Joey Heredia - perkusja (2, 3, 7, 10)
- Kenneth Crouch - pianino (3, 7)
- Milen Kirov - pianino (1)
- Jamie Mahoberac - instrumenty klawiszowe (3)
- Tim Pierce - gitara (5)
- Anthony J. Resta - programowanie
- Daniel Sternbaum - inżynieria
- Scott Wiley - inżynieria (1, 2, 6, 7, 9, 10)
- Anthony "Rocky" Gallo - inżynieria i mix (1-3, 11)